# Olfers silveryxa
Olfers silveryxa (Argyropelecus olfersi) är en liten djuphavsfisk i ordningen drakfiskartade fiskar som lever i Atlanten och södra Stilla havet och har flera lysorgan på undersidan av kroppen. Den kallas också pärlemorfisk,

## Utseende
Olfers silveryxa har en kort, hög, silverfärgad kropp med stora, uppåtriktade ögon samt stor mun med underbett och långa tänder. Utmed ryggen löper ett smalt, mörkt band. Längs huvudets undersida och buken finns ett flertal stora lysorgan. Den har en benkam framför ryggfenan, och en lång, låg fettfena bakom den. Arten blir upp till 9 centimeter lång.

## Utbredning
Arten finns i Atlanten från Island och nordnorska kusten via Medelhavet och Kanarieöarna till Sydafrika. Finns även i södra Stilla havet mellan 30° och 50°S. Går sällsynt in till Bohuslän, men leker inte där.

## Vanor
Lever pelagiskt på 200 till 800 meters djup under dagen, högre upp (100 – 600 m) under natten. Livnär sig av mindre kräftdjur och småfisk.

### Fortplantning
Litet är känt om fortplantningen, men honan tros lägga omkring 1 000 stycken 0,5 mm stora ägg. Larverna är pelagiska på ett djup av 100 till 300 m, och får sina lysorgan vid en längd mellan 16 och 17 mm.